# Cañón Paixhans
El Paixhans (en francés: Canon Paixhans) fue la primera pieza de artillería naval diseñada para disparar proyectiles explosivos. Fue desarrollado por el general francés Henri-Joseph Paixhans entre 1822 y 1823.

## Trasfondo
Los proyectiles explosivos habían sido empleados largo tiempo en la guerra terrestre (con obuses y morteros), pero solamente eran disparados en ángulos altos y con velocidades relativamente bajas. Los obuses son peligrosos de manipular y en aquel entonces todavía no se había encontrado la solución para combinar el poder explosivo de los obuses con la gran potencia y trayectoria plana de un cañón de alta velocidad.
Sin embargo, antes de la aparición del radar y las modernas miras ópticas, las trayectorias altas no eran prácticas para combate marino. El combate naval básicamente precisaba de cañones con trayectoria plana para tener alguna probabilidad de impactar el blanco. Por lo tanto, durante siglos la guerra naval consistió en choques entre navíos armados con cañones de trayectoria plana que disparaban balas macizas, que apenas infligían daños localizados incluso en cascos de madera.

## Mecanismo
En 1822, Paixhans abogaba por el empleo de cañones con trayectoria plana que disparasen proyectiles explosivos contra buques de guerra en su tratado Nouvelle force maritime et artillerie.
Paixhans desarrolló una espoleta cronométrica que, por vez primera, permitió disparar con seguridad obuses desde cañones de alta potencia y trayectoria plana. El efecto de los obuses, encajándose en cascos de madera para luego detonar, era potencialmente devastador. Henri-Joseph Paixhans lo demostró en pruebas contra el navío de línea de dos cubiertas Pacificateur en 1824, destruyendo con éxito el barco. Para esta prueba se fabricaron dos prototipos del cañón Paixhans en 1823 y 1824. Paixhans informó de los resultados en Experiences faites sur une arme nouvelle. Los obuses estaban equipados con una mecha que se encendía automáticamente cuando se disparaba el cañón. Luego el obús se encajaría en el casco de madera del blanco, antes de explotar un momento después:

"Los obuses que produjeron esos extensos daños en el casco del Pacificador durante los experimentos llevados a cabo en Brest, en 1821 y 1824, en cuyos resultados se fundó el sistema de obuses navales franceses, eran obuses con mechas, que se encendían por el disparo del cañón, ardían por un tiempo algo más largo que el de la trayectoria estimada y luego explotaban, produciendo así el máximo efecto que cualquier obús es capaz de producir en un barco."
A treatise on naval gunnery, de Sir Howard Douglas.

Los primeros cañones Paixhans para la Armada francesa fueron fabricados en 1841. Sus cañas pesaban 4,5 t (unas 10.000 libras), demostrando ser precisos a 3,21 km (unas 2 millas). En la década de 1840, Francia, Reino Unido, Rusia y los Estados Unidos adoptaron el nuevo cañón naval.
El efecto del cañón en combate fue demostrado durante la batalla de San Juan de Ulúa en 1838, la batalla de Eckernförde en 1849 durante la primera guerra de Schleswig y especialmente en la batalla de Sinope en 1853, durante la guerra de Crimea.

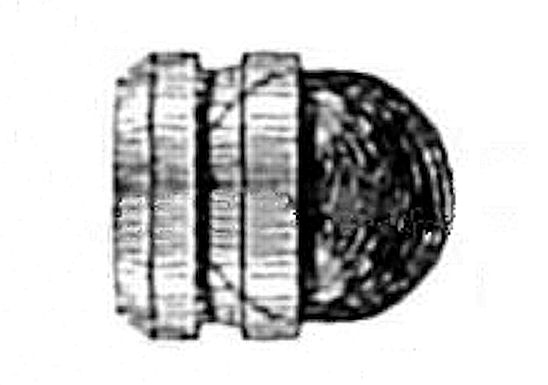
Obús Paixhans con sabot.

Según la Penny Cyclopaedia (1858):

"El General Paixhans hizo importantes mejoras en la construcción de artillería pesada, así como en los proyectiles, afustes y el modo de funcionamiento de los cañones. Los cañones Paixhans están especialmente adaptados para disparar obuses y balas huecas, siendo primeramente adoptados por Francia alrededor del año 1824. Desde entonces se han introducido en servicio británico piezas de artillería parecidas. Estas son aptas tanto para buques de guerra, como para fortalezas que defiendan las costas. El cañón Paixhans original tenía una longitud de 9 pies y 4 pulgadas [2,84 m], pesando casi 74 centenas [3.800 kg]. El ánima era de 22 centímetros (casi 8 pulgadas). Mediante una juiciosa distribución del metal estaba muy reforzado alrededor de la recámara, o lugar de carga, que podía resistir el disparo de balas macizas que pesaban de 86 a 88 lbs [39-40 kg], o balas huecas que pesaban unas 60 lbs [27 kg]. La carga variaba de 10 lbs. 12 oz. a 18 lbs [4,9-8,2 kg] de pólvora. El General Paixhans fue uno de los primeros en recomendar proyectiles cilindro-cónicos, por tener la ventaja de una menor resistencia al aire que las balas redondas, teniendo una trayectoria más directa, y golpeando el blanco con una fuerza mucho más grande, al ser disparados desde una pieza del mismo calibre, ya sea mosquete o gran cañón. Ya que los grandes buques de guerra, especialmente los de tres cubiertas, ofrecen un blanco que difícilmente puede errarse, incluso a distancias considerables, mientras que sus paredes de madera son tan gruesas y fuertes que un obús disparado horizontalmente no podía pasar a través de ellas, en su lugar una explosión produciría los efectos destructivos de lanzar una mina, incluso sobrepasando a los de un obús disparado verticalmente y que actúa por impacto o percusión."
Penny Cyclopedia

## Adopción

### Francia

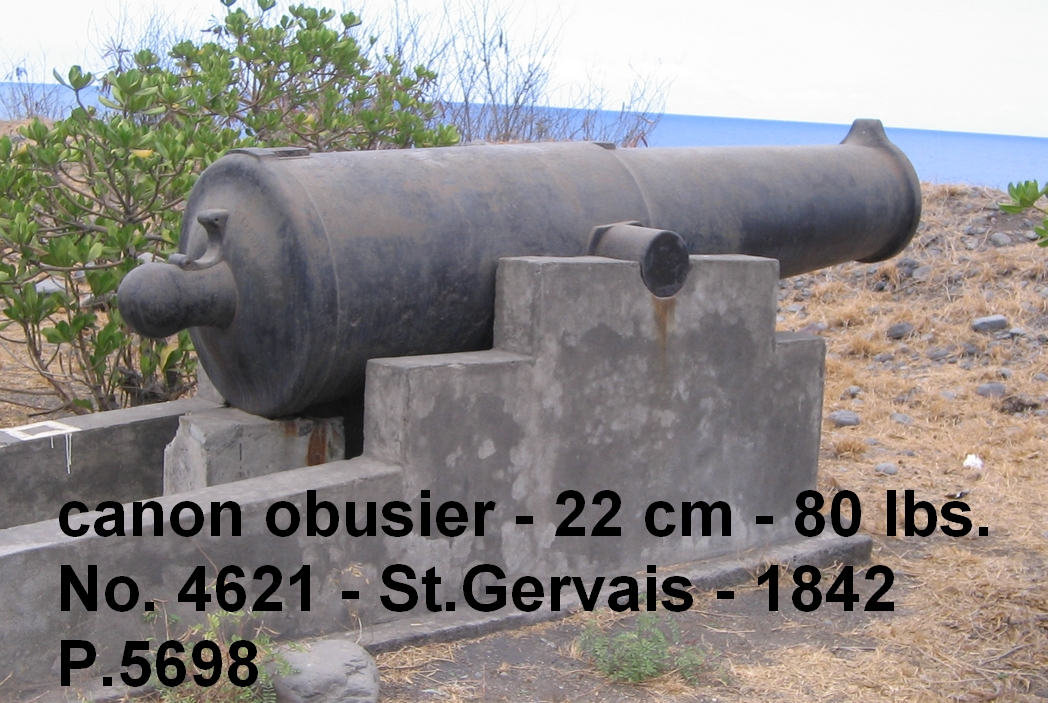
Paixhans 80lbs (22cm)

En 1827 la Armada francesa ordenó 50 cañones grandes modelo Paixhans a los arsenales de Ruelle y de Indret, cerca de Nantes. El cañón elegido, el canon-obusier de 80 (cañón-obús de 80, en francés), fue llamado así porque era de calibre 220 mm y podía dispara una bala maciza de 80 libras. Su caña pesaba 3.600 kg y tenía una longitud de 2,80 m, disparando un obús de 23,12 kg. Los cañones se produjeron lentamente y fueron probados a bordo de navíos durante la década de 1830. Formaban una pequeña parte del armamento de grandes navíos, que solamente transportaban dos o cuatro cañones, mientras que pequeños navíos experimentales de vapor iban armados con el más grande canon-obusier de 150 y calibre 270 mm. Por ejemplo, en 1833 el vapor de ruedas Météore iba armado con tres canon-obusier de 80 y seis carronadas pequeñas. Junto a los grandes cañones Paixhans, la Armada francesa también utilizó en gran número un pequeño cañón para obuses de calibre 164 mm, que era el mismo de los cañones y carronadas de 30 libras, a bordo de navíos de primera línea que transportaban más de 30 de estos cañones.

### Estados Unidos
La Armada de los Estados Unidos adoptó el diseño y equipó a varios buques con cañones de 8 pulgadas de 63 y 55 centenas. En 1845 y más tarde, se instalaron cañones Paixhans de 10 pulgadas y 86 centenas. Se emplearon cañones Paixhans a bordo del USS Constitution (4 cañones Paixhans) en 1842, bajo el mando de Foxhall A. Parker (padre), así como en el USS Mississippi (10 cañones Paixhans) y el USS Susquehanna (6 cañones Paixhans) durante la misión del Comodoro Perry para lograr la apertura comercial de Japón en 1853.
El cañón Dahlgren fue desarrollado en 1849 por John A. Dahlgren para superar a los cañones Paixhans:

"Paixhans ha convencido a los hombres de mar del poder de los cañones que disparan obuses al punto de admitirlos a bordo; pero debido al poco desarrollo del elemento explosivo, él sacrificó precisión y alcance... La diferencia entre el sistema de Paixhans y el mío era simplemente que los cañones Paixhans eran estrictamente cañones para disparar obuses, no siendo diseñados para disparar balas macizas ni para tener una gran penetración o precisión a largo alcance.

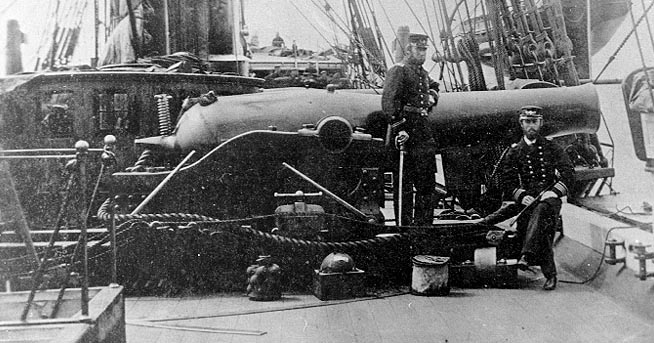
El cañón Dahlgren fue desarrollado como una mejora del cañón Paixhans. Vista del Dahlgren de 11 pulgadas en la popa del.

Por lo tanto, eran auxiliares o asociados, a los cañones de bala maciza. Esto hacía que el armamento sea mixto, algo objetable y que nunca fue adoptado en Francia... Mi idea fue, tener un cañón que generalmente sea capaz de disparar obuses a larga distancia con precisión, que cuente con la capacidad de disparar balas macizas cuando sea necesario. Además de componer toda la batería con tales cañones."
Almirante John A. Dahlgren.

### Rusia
La Armada Imperial Rusa fue la primera en utilizar ampliamente estos cañones en combate. En la batalla de Sinope de 1853, los navíos rusos atacaron y aniquilaron una flota otomana con los obuses explosivos de los Paixhans. El obús penetraba profundamente en el maderamen de los navíos otomanos, explotando e incendiando sus cascos.